# Dolní Životice (przystanek kolejowy)
Dolní Životice – przystanek kolejowy oraz ładownia publiczna w Dolních Životicach, w kraju morawsko-śląskim, w Czechach. Znajduje się na wysokości 300 m n.p.m. i leży na linii kolejowej nr 314.